# موش کور طلایی اسکلیتر
موش کور طلایی اسکلیتر(نام علمی: Chlorotalpa sclateri) نام یک گونه از تیره موش کور طلایی است.